# Lasioglossum sopinci
Lasioglossum sopinci är en biart som först beskrevs av Crawford 1932. Den ingår i släktet smalbin och familjen vägbin. Inga underarter finns listade i Catalogue of Life.

## Beskrivning
Huvud och mellankropp är svarta med gles, fjäderliknande behåring. Hos hanen är munskölden (clypeus) och käkarna gula. Tergiterna (segmenten på bakkroppens ovansida) är i huvudsak mörkbruna. Hos honorna kan de tre första tergiterna vara rödaktiga, medan de fyra första hos hanen kan vara bruorange, den fjärde tergiten dock bara på sidorna. Honan blir mellan 6,5 och 7,5 mm lång, hanen omkring 7 mm.

## Ekologi
Uppgifterna om artens ekologi är få, men den förmodas föredra sandjordar och gräva underjordiska larvbon. Ingenting är känt om dess näringsväxter eller samhällsstruktur (det vill säga om den är samhällsbildande eller solitär. Två individer har observerats på arter från opuntiasläktet, men man vet inte med säkerhet om de var några värdväxter. Arten är aktiv under mars till juli.

## Utbredning
Utbredningsområdet omfattar sydöstra USA med undantag för södra Florida. Nordgränsen förefaller gå vid New Jersey.

## Bildgalleri

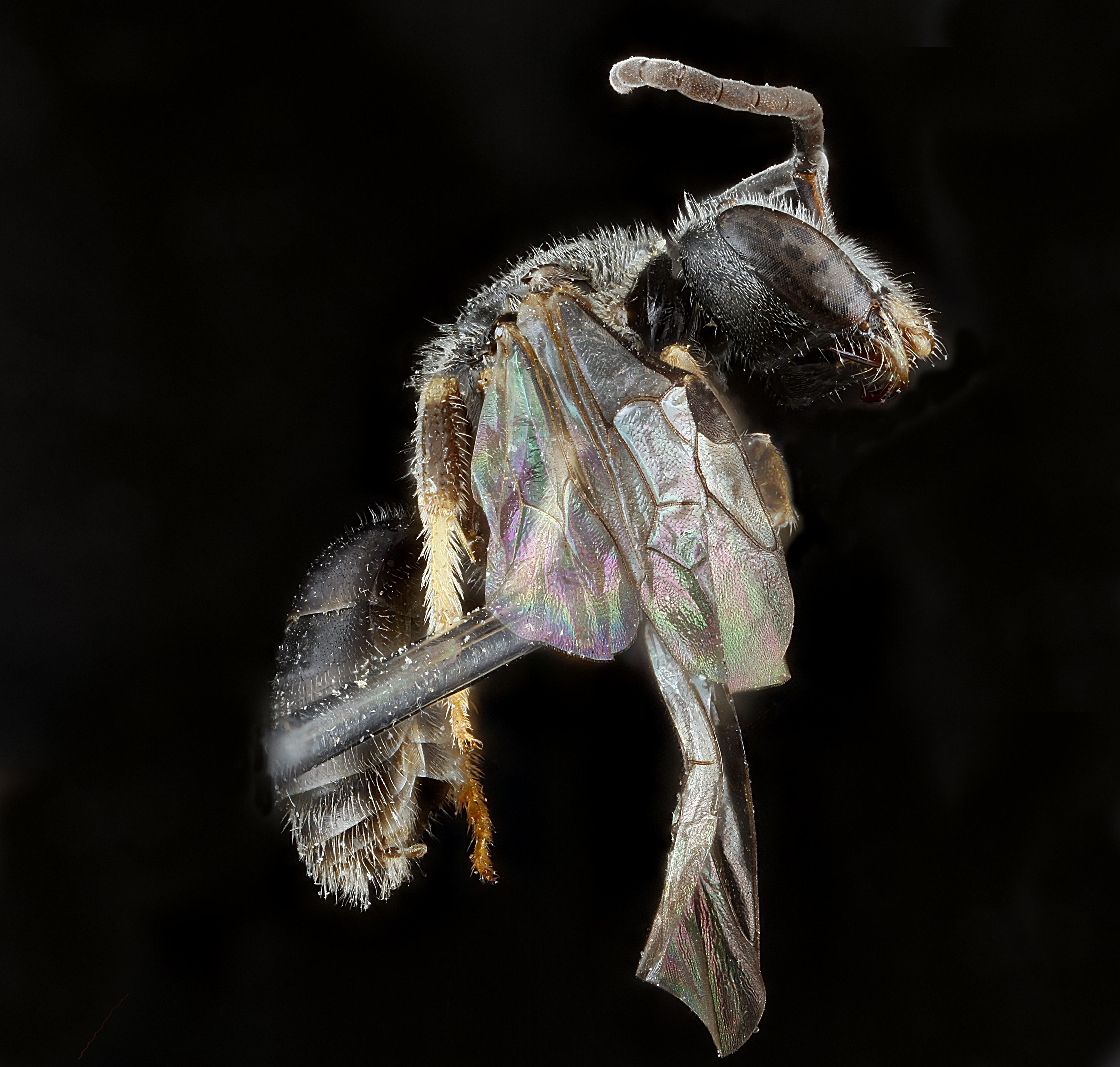
Lasioglossum sopinci, hane, sidovy.